# Claudio Narea
Claudio Alejandro Narea Guajardo (Macul, Santiago; 13 de julio de 1965) es un guitarrista, cantante y compositor chileno de rock en español. Es especialmente conocido por haber formado, junto con Jorge González y Miguel Tapia, el grupo musical Los Prisioneros, considerado como uno de los más importantes e influyentes de Hispanoamérica. En 2001 se reunió con Los Prisioneros presentándose exitosamente en el Estadio Nacional en dos noches. El éxito siguió en una gira nacional e internacional durante 2002-2003, luego de la cual abandonó la banda de forma definitiva.
En 1990, después de su primera salida de Los Prisioneros, formó su propia banda, Profetas y Frenéticos, una de las más influyentes de la década en Chile. En 1992 fundó y se convirtió en el primer residente de la Asociación de Trabajadores del Rock (ATR), asociación gremial que buscaba abrir espacios para el rock chileno en momentos de escasa difusión. En 2000 debutó como solista con el álbum homónimo Claudio Narea, cuyo sencillo «Amar es complicado» tuvo un éxito moderado en las radios locales. También fue productor de otros artistas, alcanzando éxito con Marcelo Aldunate. Produjeron dos álbumes de Magmamix, de altas ventas; y el trabajo de bandas como Jirafa Ardiendo y Sónica. El año 2006, en compañía de Los Indicados, grabó su segundo álbum como solista, El largo camino al éxito, considerado por la revista Rolling Stone Chile como uno de los mejores álbumes de ese año; además fue elegido uno de los personajes del año por la misma publicación. En 2009 publicó su autobiografía Mi vida como prisionero; ese mismo año Narea se presentó como candidato a diputado en las elecciones parlamentarias por el partido Izquierda Cristiana, sin éxito. Actualmente Claudio Narea realiza charlas, participa como jurado en diferentes festivales y se encuentra tocando con su banda Los Indicados, con Miguel Tapia como Narea y Tapia y junto a sus colegas de Profetas y Frenéticos. En mayo de 2015 apareció el sencillo «Doctorado en Harvard», como adelanto de su último disco solista La vida es circular, publicado el 28 de octubre del mismo año.

## Biografía

Narea al principio se pintaba como el Gato pero después se decidió por el chico estrella.

Nació el 13 de julio de 1965 en Ñuñoa, Chile, pero toda su niñez la vivió en San Miguel. Hijo mayor de tres hermanos, sus padres son: Silvia Guajardo y Víctor Narea. Se interesó por el rock gracias a los discos de Los Beatles que tenían sus padres y a los 12 años se hizo fanático de Kiss, luego de escuchar el álbum Alive!, lo cual también le inspiró para formar su propio grupo musical Juntaba recortes de esa banda y se maquillaba con sus amigos para ir a la calle para escandalizar a la gente y tomarse fotos.
Un día Claudio vio una banda ensayando y quedó impresionado al ver las guitarras eléctricas: “Se veía como de plástico, muy distinta a la Tizona de madera que tenía mi tía y que hasta ese instante era lo único cercano que conocía como algo que se llamara guitarra”. Desde ese momento lo que más deseó era comprarse una, pero la situación económica de la familia no lo permitía.
En marzo de 1979 ingresó, cuando todavía no contaba con 14 años de edad, al Liceo 6 (actual Liceo Andrés Bello) donde conoció a Jorge González. Ambos se hicieron amigos precisamente por su gusto en común por el grupo Kiss, cuando este último vio que Claudio tenía fotos de Gene Simmons pegadas en su cuaderno.
En 1980 Claudio formó su primera banda con Jorge y los hermanos Álvaro y Rodrigo Beltrán, Los Pseudopillos. Este era un cuarteto vocal que componía canciones humorísticas, acompañadas de objetos caseros como instrumentos de percusión. Paralelamente, Jorge tenía otra banda con Miguel Tapia, más seria y ambiciosa, Los Vinchukas, a la que Claudio también ingresó poco después. Además de esto, Narea y González formaban parte de un tercer grupo, no de música sino de estudio, con Tapia y otros tres compañeros de curso, «Los Papa Fuentes y sus Secuaces de Huebaldo» (o simplemente «Los Papa Fuentes»), llamado así por un compañero de curso evangélico, Gustavo Fuentes, al que apodaban «Papa». Entre sus tareas y trabajos más ambiciosos destaca una ópera rock sobre la forma en que los medios de comunicación manipulan a la gente, de la que surgió una canción que posteriormente se convertiría en «¿Por qué los ricos?». De los seis miembros de este grupo, cinco fueron los puntajes más altos en la Prueba de Aptitud Académica de 1982, siendo Jorge y Claudio el primer y tercer lugar del curso, respectivamente. Al año siguiente, Claudio ingresó a la USACH a estudiar ingeniería.

### Los Prisioneros
La vida en la universidad no duró mucho, pronto se retiró al igual que Jorge, este último había estudiado en la Facultad de Artes de la Universidad de Chile donde conoció a Carlos Fonseca, quien al poco tiempo se convirtió en el mánager de la banda, bautizada el 1 de julio de 1983 en el Festival de la Canción del Colegio Miguel León Prado como Los Prisioneros. Editaron tres álbumes La voz de los '80 (1984), Pateando piedras (1986) y La cultura de la basura (1987), con los que lograron alta popularidad en Chile y otros en países: Perú, Ecuador y Colombia. En pleno proceso de internacionalización en 1989 Narea se enfermó producto de una hepatitis en México lo que provocó la cancelación de la gira promocional programada en ese país.
En febrero de 1990 Claudio deja el grupo, poco antes de que se terminara el cuarto disco Corazones. Posteriormente, Miguel Tapia y Jorge González siguieron presentándose como Los Prisioneros con Cecilia Aguayo y Robert Rodríguez como invitados, hasta fines del 1991, año en que la banda se disuelve. En el 2001 la formación original se vuelve a reunir en dos conciertos en el Estadio Nacional a lo que siguió una gira por todo Chile y el extranjero al año siguiente. En 2003 editan el álbum homónimo, sin embargo, dos meses después Claudio abandona la banda esta vez de forma definitiva.

### Profetas y Frenéticos
Dos meses después de retirarse de Los Prisioneros, en mayo de 1990, formó un grupo con influencias Rock and roll de los años 50 y los años 60 y el blues, junto con su hermano Jorge y unos amigos: los hermanos Lucho y Dago González, y Juan Pablo Rojas. Narea hacía un par de años venía distanciándose del gusto musical de su exbanda y estaba fascinado con clásicos como Gene Vincent, Buddy Holly y Chuck Berry. En una gira por Colombia con Los Prisioneros, el guitarrista compró las Profecías de Nostradamus, cuyas predicciones le resultaban graciosas. Esa misma gracia le despertaba la pecaminosa Ciudad Frenética que se mencionó en algún episodio de Los Picapiedras. Por eso, la primera canción que escribió tras romper con sus compañeros de liceo se llamó así: "Profeta y frenético".
El grupo comenzó cantando en una iglesia católica, pero debutaron oficialmente en agosto de 1990 en la Casa Constitución, Barrio Bellavista. Decidieron llamarse como el primer tema, pero en plural: Profetas y Frenéticos.

Recuerdo que tocábamos con La Ley por ejemplo y el público se entretenía más con nosotros. Ahora no sé por qué se daba eso ya que en el grupo el único que sabía tocar era yo. Mi hermano nunca había visto un teclado, el Lucho nunca había cantando, era una banda bien de juguete pero me gustaba el sonido.
Claudio Narea, El Carrete.cl

En 1991 grabaron el álbum debut Profetas y Frenéticos, que incluía 11 de temas de la autoría del guitarrista, con el que vendieron 5 mil copias. El disco tuvo una difusión restringida con solo un sencillo "Muévete, retuércete" (que contó con videoclip), y tuvo, años después, rotación regular en la naciente Rock & Pop.
En 1992 vería luz el segundo disco de la banda, Nuevo orden, cuyo título es un homenaje al grupo New Order. El propio Narea se mostró insatisfecho con la calidad musical de este trabajo. Ninguno de estos dos álbumes superó las 10 mil copias, posteriormente Profetas y Frenéticos sufriría varios cambios en la formación y ocasionales presentaciones en vivo hasta su disolución en 1996 (en una en las que asistió el propio González).
En 2008 Narea se reencontró con Profetas y Frenéticos la cita ocurrió el 14 de junio de ese año en la discoteca Blondie. Además tocaron en 2009 en La Cumbre del Rock Chileno II. Actualmente se encuentran tocando de manera regular en distintos locales y eventos.
En 2016 Narea reactivó al grupo con un nuevo disco, Conga!.

### Carrera solista

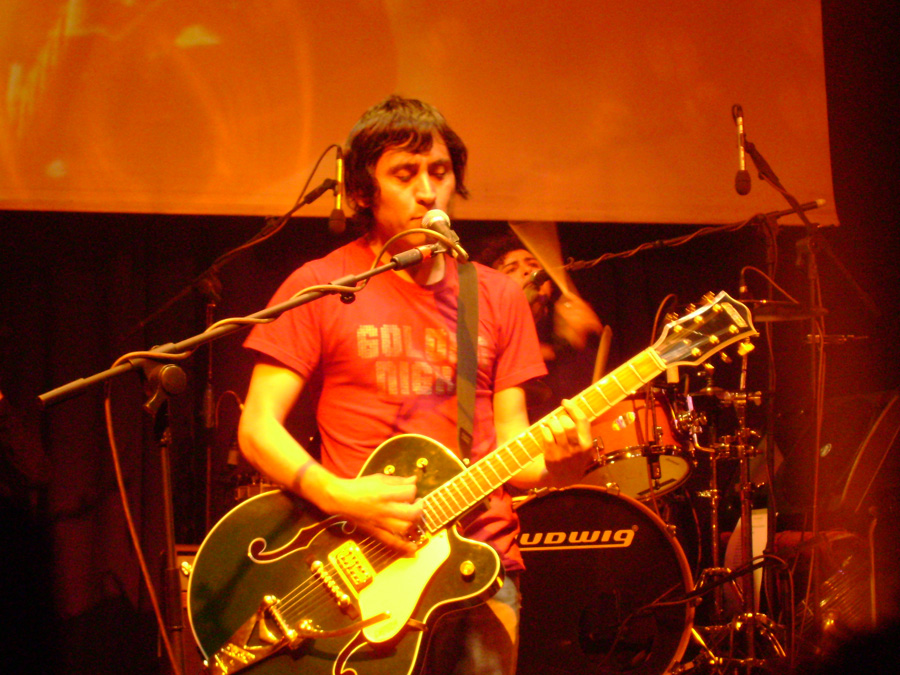
Narea en 2006.

En 1997 con la separación de Profetas y Frenéticos, Narea buscó otros horizontes hasta abril de 2000, cuando presentó su primer disco solista Claudio Narea, con 13 canciones auto producidas y usando varios referentes, incluso códigos de ranchera, con el sonido característico de Los Prisioneros. Consiguió buenas críticas gracias a los temas "Amar es complicado" y "Estás ganando". Este último fue incluido en la banda sonora de la película Paraíso B.

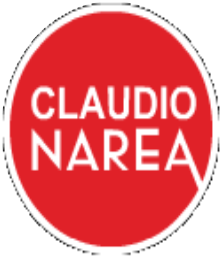
Logotipo Claudio Narea del álbum El largo camino al éxito.

En compañía de su banda de apoyo, Los Indicados, grabó en el estudio de su casa en Maipú el segundo álbum en su carrera en solitario, El largo camino al éxito.
El álbum salió a la venta por SonyBMG, cuando ya sonaba el primer sencillo "Rico El País", una crítica al Chile actual que obtuvo gran resonancia entre la llamada "Revolución pingüina" impulsada por los estudiantes secundarios como uno de sus estandartes de lucha.
Finalmente el 19 de octubre de 2006 se lanzó en vivo El largo camino al éxito, estrenando además un segundo sencillo, "Baile mental"; el primer sencillo tuvo una alta rotación en cadenas de vídeo como MTV y ambos sencillos en las radios chilenas, el disco fue recibido muy bien por la crítica especializada de Chile y de otros países, además el disco fue nominado en Los Premios Altazor. En diciembre de 2006 la revista Rolling Stone aparece en cuatro páginas como uno de los "personajes del año" y El largo camino al éxito fue uno de los mejores discos del año. A comienzos del 2007 se presentó en La Cumbre del Rock Chileno.
Nueve años después, el 28 de octubre de 2015, publicó su tercer disco como artista en solitario, titulado La vida es circular, el cual fue precedido por el lanzamiento del primer sencillo "Doctorado en Harvard" en mayo del mismo año. Además de un segundo sencillo, "Yo te amaré", el disco incluye nuevas versiones de los temas de Narea y Tapia "No me ves" y "Legitimar".

### Narea y Tapia
En febrero de 2009 Claudio se reencontró en los escenarios, después de 6 años, con su excompañero Miguel Tapia en el marco de La Cumbre del Rock Chileno II, en compañía de Los Indicados y Profetas y Frenéticos, oportunidad en la cual interpretaron un medley de "Lo estamos pasando muy bien" y "¿Quién mató a Marilyn?". Jorge González también participó en el evento, pero por separado, y no se reunió con los otros dos exintegrantes de Los Prisioneros.
Luego de esta experiencia, siguieron tocando juntos y ofreciendo conciertos por todo el país interpretando canciones de la época de Los Prisioneros. El 18 de septiembre de 2010 se presentaron en Estadio Nacional con motivo de celebrar el Bicentenario de Chile, ocasión en la que interpretaron "La voz de los '80" en la compañía vocal de Colombina Parra, quien modificó la letra por "mira nuestra independencia, qué alegría más triste y falsa", en referencia a la permanente represión del Estado chileno contra pueblo mapuche. Antes de que tocaran la canción, ella ya había dicho "200 años de deuda con el pueblo mapuche", a lo que Narea agregó "no a la Ley Antiterrorista".
Completamente motivados en hacer un nuevo proyecto juntos, decidieron formar el dúo Narea y Tapia y a finales de 2010 publicaron en su sitio web tres canciones originales, disponibles para descargar de manera gratuita: "Fiesta nuclear" (demo descartado del disco Los Prisioneros de 2003), "Legitimar" y "No me ves". En apenas una semana registraron 165 mil descargas. Hasta febrero de 2020, el grupo se encontraba presentándose a lo largo del país en diferentes eventos masivos con gran éxito, lo cual fue interrumpido por la pandemia de COVID-19.
En mayo de 2021, durante una entrevista concedida por el dúo, Miguel Tapia dejó entrever la posibilidad de retirarse de los escenarios.
El 17 de octubre de 2021, en conversación con el diario La Tercera, Claudio Narea se refirió a una de las causantes que propiciaron la decisión de terminar con el dúo, siendo la declaración de Tapia en la que indicaba que quería “alejarse de la música y colgar las baquetas” un puntapié inicial del quiebre. Asimismo, otro punto de conflicto fue la negociación del baterista para la serie Los Prisioneros, estrenada en Movistar TV. “Yo esperaba solucionar los temas con él, pero el discurso prisionero es incoherente si hay chanchullos por debajo. Él inscribió la marca Los Prisioneros en los 80, pero ahora la ha usado para su propio beneficio. No sé si es venta, cesión o arriendo, pero llegó a un acuerdo en solitario para que contarán nuestra historia, que es la de Jorge, Claudio y Miguel. Y cobra él no más, pero los ingresos deben ser para todos. Era insólito que hicieran una serie sobre la banda y le pagaran solo a Miguel, más allá de que la marca efectivamente la inscribió él. Es inconsecuente ir con el discurso prisionero durante el estallido social y quedarse con toda la plata. En todo caso no tengo nada contra la nueva serie y tampoco es que con Miguel hayamos peleado ni discutido en mala, sino que simplemente cada quien toma sus decisiones. Pero no tiene sentido hacer ningún concierto más con él, porque solo ve su interés personal y no puedo tocar con alguien así. Narea y Tapia no van nunca más” sentenció Narea.

## Otras participaciones
Tras el boom de los año 80, los medios se cerraron a la producción local, por lo que Narea asumió en 1992 como presidente de la Asociación de Trabajadores del Rock (ATR), asociación gremial que buscaba bandas chilenas; editaron dos álbumes Con el Corazón Aquí (1993), que presentó bandas para la época promisorias como Los Tres, Lucybell y Santos Dumont, y Con el Corazón Aquí 2 (1994). Posteriormente surgió una nueva iniciativa, las Escuelas de Rock, en el que Narea fue uno de sus coordinadores y profesores.
En 2003 fue invitado por el grupo peruano Libido a tocar en un concierto en Lima en donde tocó dos temas de la banda y su canción "Amar es complicado" con el motivo para celebrar la obtención del segundo premio MTV Latinoamérica consecutivo de la banda peruana de rock, también estaban invitados el también cantante de rock peruano Pedro Suárez-Vértiz y Zeta Bosio, bajista de Soda Stereo, a quien conoció en esa instancia; Zeta elogió su canción "Amar es complicado". Un segundo encuentro con Bosio se llevó a cabo en Santiago el 2007 en un evento organizado por Vía X y Zona Latina en donde tocan junto a Nicole y Francisco González, exbaterista de Lucybell; interpretando "One Way or Another" del grupo Blondie.
El 2004 se encargó con la compañía de Marcelo Aldunate en la producción del trío de música electrónica nacido en la radio Rock & Pop, MagmaMix, con los cuales tuvieron un gran éxito con dos discos editados de gran venta. Además trabajó como productor con bandas como Jirafa Ardiendo, Sónica, Los Peores de Chile, Contradicción, Legua York, Migue, entre otros. Participó en algunos programas de televisión, como participante en la segunda temporada del programa de salón de baile El Baile en TVN, y como director del programa musical Frecuencia 54 en el Canal 54 de Santiago.
En 2023, graba el tema "Y me volveré amor" con la banda de sus dos hijos mayores —Daniel y Juan Pablo—,  Los Psiconautas. Este supuso su primera colaboración «junto con» otro artista, además de su primera grabación desde La vida es circular.
El 11 de febrero de 2025 es anunciada su participación como miembro del jurado en el Festival de Viña del Mar 2025, siendo presidente del mismo, y protagonizando una controversia, en donde la competencia folclórica de 2025 finalizó con un empate entre las canciones representantes de Bolivia y Chile: «No le tengas miedo a la soledad» de Tupay, y «La baba del sol» de Metalengua, respectivamente. La decisión sobre que canción ganaría sería dada a Narea como presidente del jurado, quién decidió dar el triunfo a la representante de Chile «La baba del sol». De forma inédita, esto provocó muchísimas críticas del público chileno,el cual históricamente siempre ha apoyado a sus representantes, y que en esta ocasión habría querido más a la representante boliviana, «No le tengas miedo a la soledad» de Tupay, debido a que esta, si fue considerada por la audiencia «una fiel representación del folclor de Bolivia, a diferencia de la canción chilena». La situación fue calificada como «robo» por varios cibernautas, y las críticas apuntaron especialmente a Narea, por la decisión tomada.

## Instrumentos
Narea compró su primera guitarra eléctrica con ayuda de los hermanos Beltrán una Cimar Les Paul. Luego adquirió una guitarra Pearl. Para la grabación de Pateando piedras compró dos guitarras Fender: Lead 1 y Fender Telecaster Deluxe, ambas de color negro. Ha tocado además una Guitarra electroacústica Ovation, además de usar un amplificador Fender Twin y Peavey, un secuenciador Korg, un pedalero MIDI, un multiefecto Yamaha, un teclado Emax. En el periodo de Profetas y Frenéticos, Narea utilizaba una Epiphone Sheraton II y para el regreso con Los Prisioneros el 2001 utilizó una Ibanez George Benson. Como solista, utiliza una Gretsch Country Gentlemen y una Fender Telecaster American Standard.

## Influencias
Los primeros grupos que le gustaron fueron los Beatles, Kiss, Queen y Supertramp. Cuando empezó a tocar la guitarra escuchaba The Clash, The Specials, Madness, The Stranglers y The Cars. A fines de los ochenta se sintió influenciado en el rock and roll, el blues y el góspel. Luego de descubrir la chanson francesa y el mejor pop orquestado, sus composiciones integraron también esas influencias, dando pie a un rock de armonías cuidadas y arreglos imaginativos.[cita requerida]

## Discografía

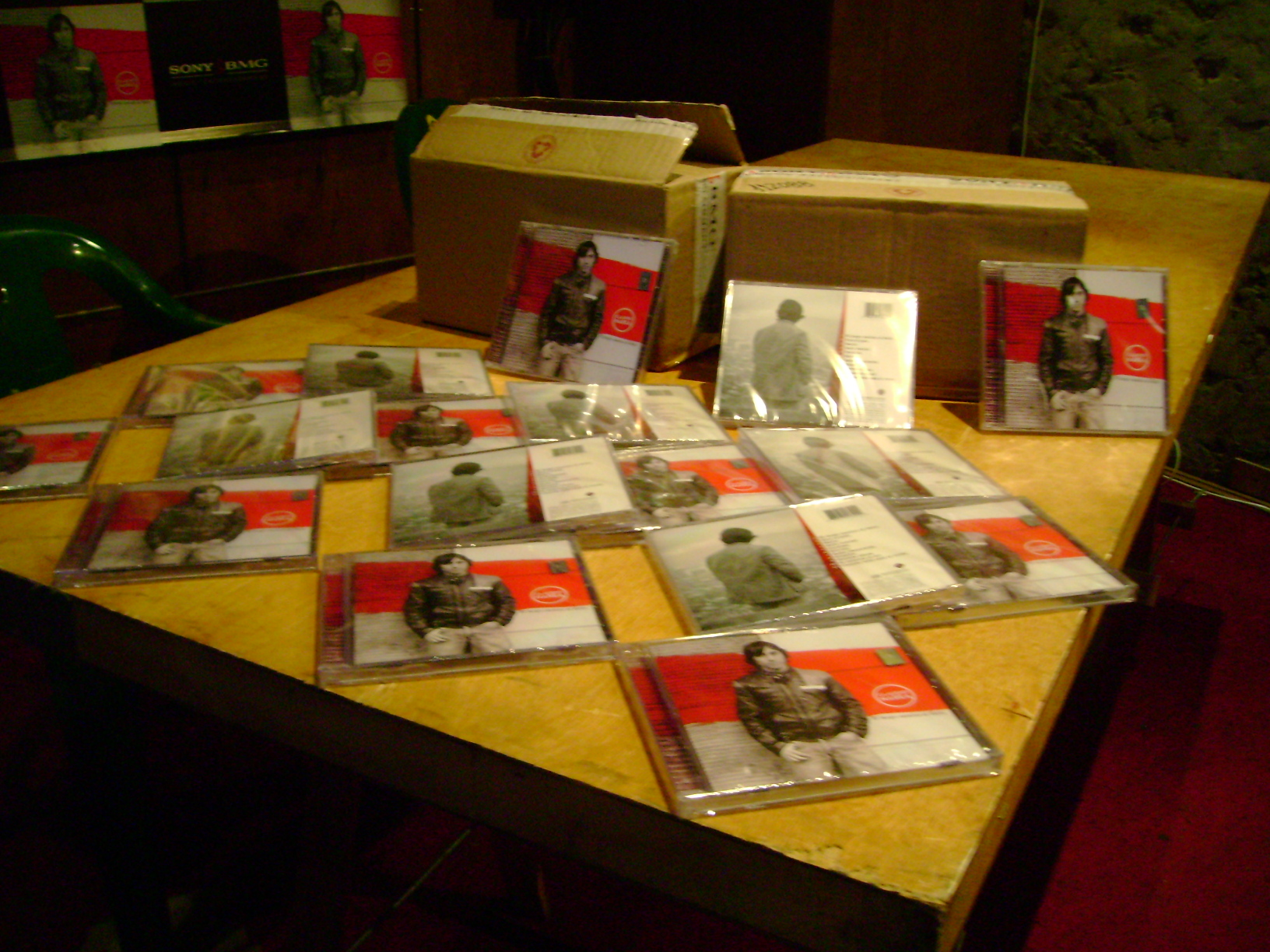
Lanzamiento de su segunda producción de solista Largo camino al éxito.

### Solista
- 2000: Claudio Narea
- 2006: El largo camino al éxito
- 2015: La vida es circular

#### Sencillos
- 2000: "Amar es complicado"
- 2000: "Estás ganando"
- 2006: "Rico el país"
- 2006: "Baile mental"
- 2007: "Cuando todo está al revés"
- 2015: "Doctorado en Harvard"
- 2015: "Hoy te amaré"

### Con Los Prisioneros
- 1984: La voz de los '80
- 1986: Pateando piedras
- 1987: La cultura de la basura
- 2003: Los Prisioneros

### Con Profetas y Frenéticos
- 1991: Profetas y Frenéticos
- 1992: Nuevo orden
- 2016: Conga!

## Libros

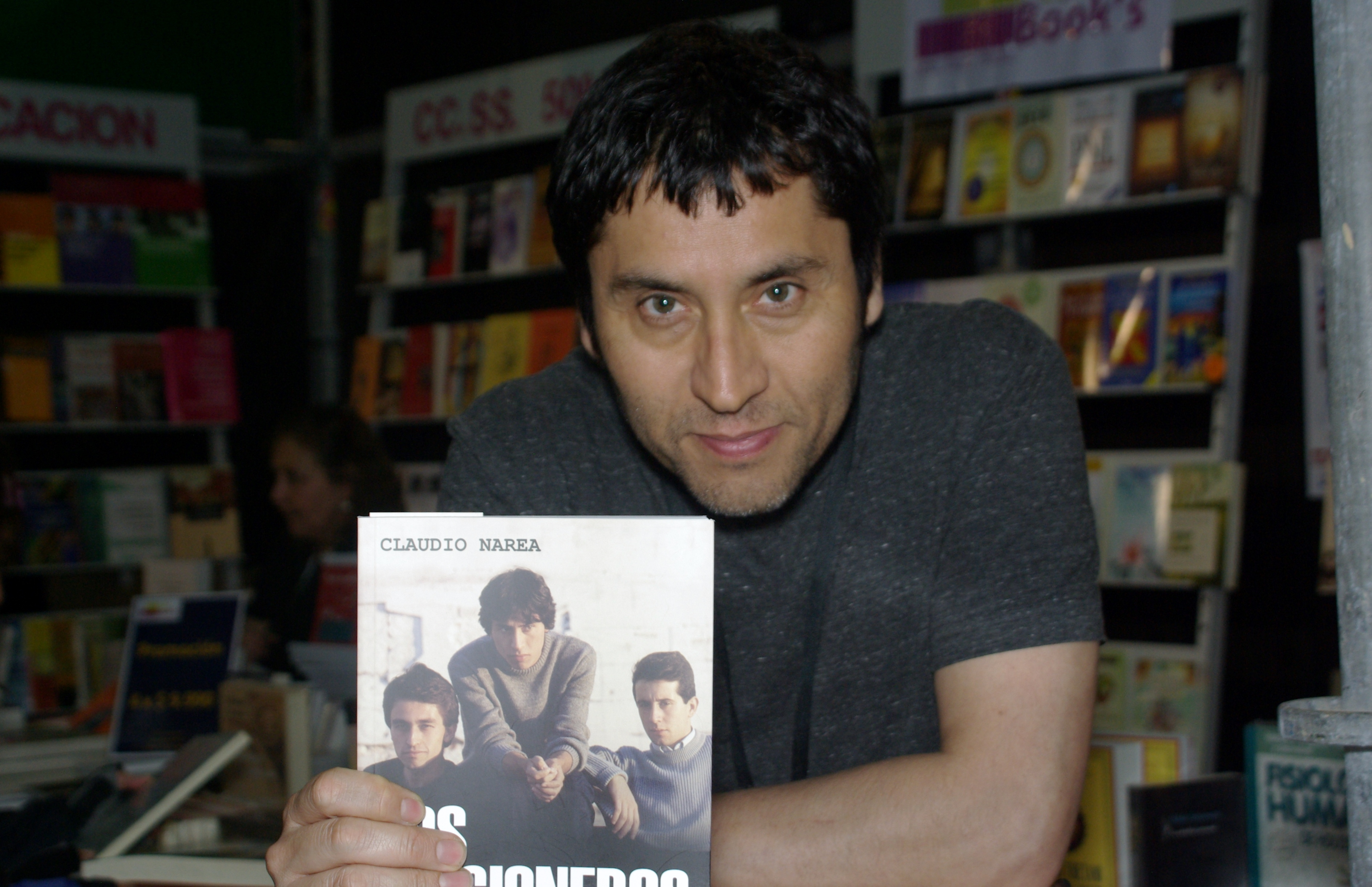
Narea en la Feria Internacional del Libro de Santiago de Chile presentando su libro Los Prisioneros: Biografía de una amistad.

### Mi vida como prisionero
En enero de 2009 publicó su polémica autobiografía Mi vida como prisionero, en la que no solo detallaba la historia íntima de Los Prisioneros, sino también su turbulenta amistad con Jorge González y los motivos de su primer alejamiento de la banda. Según relata en el libro, en 1989 Narea descubrió que su esposa Claudia Carvajal y Jorge González mantenían una relación amorosa. Luego de un enfrentamiento físico y de casi un año de tensiones dentro del grupo, González le habría propuesto un trío a Narea y Carvajal con el fin de resolver la situación. Ante la negativa de la pareja, González intentó suicidarse ingiriendo 16 píldoras de valium y cortándose las venas. Este incidente ocurrió en la época de la grabación de Corazones, un disco con canciones de temática romántica y sentimental en su mayoría.
En el libro, además, acusaba a su excompañero de estar obsesionado con él y de intentar entrometerse en su vida privada, incluso años después de la disolución definitiva de Los Prisioneros. Particularmente afirmaba que en el año 2007, Jorge González (bajo el seudónimo de "Karola Jolie") le escribió una serie de correos electrónicos y mensajes privados en MySpace acosándolo a él y amenazando a Nadia Stambuk, su pareja de aquel entonces, gracias a que el exnovio de Stambuk, Álvaro López (vocalista de Los Bunkers y amigo de González) le habría ayudado contando detalles íntimos de ella. El acoso de González habría llegado al extremo de la utilización de magia negra y hackeos de cuentas personales de Narea.

### Los Prisioneros: Biografía de una amistad
En septiembre de 2014 Narea lanzó Los Prisioneros: Biografía de una amistad, una versión ampliada de Mi vida como prisionero luego que este quedara descatalogado por Norma Editorial. Este libro incluye capítulos que quedaron fuera del primero, así como fotografías inéditas y dibujos de la época, y un prólogo del director de cine Cristián Galaz (quien realizó los primeros videoclips de Los Prisioneros).
El lanzamiento de Biografía de una amistad coincidió con la época de emisión de los primeros episodios de Sudamerican Rockers, la serie televisiva de Chilevisión basada en la historia de Los Prisioneros, de la que Narea es un feroz crítico. En las numerosas entrevistas que concedió para promocionar su nuevo libro, Claudio Narea reafirmó sus acusaciones contra Jorge González, asegurando que este siguió acosándolo después de la publicación de Mi vida como prisionero.
En octubre de 2021, Narea publicó una nueva edición de Biografía de una amistad, con capítulos adicionales donde revela, entre otras cosas, los detalles de la separación de Narea y Tapia, los conflictos con Miguel Tapia por los derechos del nombre de Los Prisioneros para la serie homónima producida por Movistar TV y la aparente reconciliación con Jorge González, aunque este último desmintió en una entrevista en el programa Mentiras Verdaderas (La Red) haber vuelto a hablar con Narea.

Jorge miente. Pero no es un ataque hacia él esto que digo. Hablamos durante un mes, muchas veces. Estoy al tanto de muchas cosas de su vida y le deseo que le vaya bien. Me contactó el 2016 (Miguel lo sabe) y ahora también. En todo caso me dijo que jamás reconocerá públicamente.
Claudio Narea, en respuesta al desmentido realizado por Jorge González en Mentiras Verdaderas.

## Historial electoral

### Elecciones parlamentarias de 2009
- Elecciones parlamentarias de 2009, candidato a diputado por el distrito 18 (Cerro Navia, Lo Prado y Quinta Normal)[54]

| Candidato                  | Pacto                                            | Partido | Votos  | %     | Resultado |
| -------------------------- | ------------------------------------------------ | ------- | ------ | ----- | --------- |
| Cristina Girardi Lavín     | Concertación y Juntos Podemos por más Democracia | PPD     | 51.339 | 34,33 | Diputada  |
| Nicolás Monckeberg Díaz    | Coalición por el Cambio                          | RN      | 40.541 | 27,11 | Diputado  |
| Claudio Narea Guajardo     | Concertación y Juntos Podemos por más Democracia | IC      | 18.628 | 12,45 |           |
| Carlos Olivares Zepeda     | Chile Limpio, Vote Feliz                         | PRI     | 16.863 | 11,27 |           |
| Mario Varela Herrera       | Coalición por el Cambio                          | UDI     | 6.901  | 4,61  |           |
| Ana García Sciaraffia      | Chile Limpio, Vote Feliz                         | MAS     | 6.538  | 4,37  |           |
| Pablo Pellegrini Ripamonti | Independientes (Fuera de Pacto)                  | IND     | 4.879  | 3,26  |           |
| Verónica Torres González   | Nueva Mayoría para Chile                         | PH      | 2.484  | 1,66  |           |
| René Aucapán Aucapán       | Nueva Mayoría para Chile                         | IND     | 1.339  | 0,89  |           |